# دگربودگی (ئی‌پی)
| بررسی انتقادی | بررسی انتقادی |
| منبع          | رتبه‌بندی      |
| ------------- | ------------- |
| آل‌میوزیک      | [ ۱ ]         |

دگربودگی (به انگلیسی: Otherness) آخرین ئی‌پی از گروهٔ موسیقی آلترناتیو راک اسکاتلندی کوکتو تویینز می‌باشد که در اکتبر سال ۱۹۹۵ از سوی فونتانا رکوردز منتشر گردید. دگربودگی همراه‌با نورهای دوقلو توزیع و چاپ شد تا تیزری برای آلبوم کامل شیر و بوسه‌ها باشند.